# Vetor de Laplace-Runge-Lenz
Na mecânica clássica, o vetor de Laplace-Runge-Lenz (ou simplemente vetor LRL) é um vetor geométrico utilizado principalmente para descrever o perfil e a orientação da órbita celeste de um dos corpos astrônomos sobre outros, também com um planeta rotativo sobre uma estrela. Para dois corpos interagindo sob a gravidade, o vetor LRL é uma constante de movimento, formando que é a mesma , porém não mais importante que é calculada na órbita  equivalente, o vetor LRL é mencionado para estar conservado. Mais geral, este vetor é conservado em todos os problemas em que tem a integração sobre dois corpos físicos sobre uma força central que varia com o inverso do quadrado entre eles, como os problemas de Kepler.